# Xavier Samuel
Xavier Samuel (* 10. prosince 1983, Hamilton, Victoria, Austrálie) je australský herec. Objevil se v hlavních rolích ve filmech September, Further We Search, Newcastle, The Loved Ones a Pařmeni a zahrál si roli Rileyho Bierse ve filmu Twilight sága: Zatmění.

## Herecký debut a mezinárodní průlom
Jeho herecký debut přišel v australském televizním seriálu McLeodovy dcery v roce 2003. Zahrál si roli Marcuse v australském hororovém snímku Road Train a ve snímku Drowning s Miles Szanto, hvězdou seriálu Elephant Princess, který režíroval Craig Boreham. V roce 2009 byl obsazen jako Brent do australské hororu a thrilleru s názvem The Loved Ones, do hlavní role vedle Robin McLeavy. Ačkoliv film získal několik nominací na ceny, byl finanční propadák.
Na začátku roku 2010 byl obsazen do role Rileyho Bierse ve filmu Twilight sága: Zatmění. Film je již třetím pokračování filmové série Stmívání. Xavier zde ztvárnil jednu z klíčových rolí v příběhu a role pro něj znamenala průlom po celém světě. Na předávání Filmových a televizních cen MTV za svůj výkon získal jednu z cen.
V roce 2011 se objevil ve filmech Anonym a Pařmeni. Byl obsazen do 3D filmu Žraločí invaze do krátkého filmu Sanctuary.

## Osobní život
Samuel sleduje Australian Rules Football a fandí fotbalovému týmu Adelaide Crows v australské fotbalové lize. V letech 2010 a 2011 chodil s modelkou Shermine Shahrivar, držitelkou titulu Miss Europe 2005. Od roku 2012 do roku 2015 byla jeho partnerkou Emily Browning, herecká kolegyně z filmu Plush. Posléze chodil dva roky s modelkou Jessicou Gomes. Od roku 2018 je jeho partnerkou herečka Marianna Palka.

## Filmografie

### Divadlo
| Rok  | Název                    | Role  | Poznámky                 |
| ---- | ------------------------ | ----- | ------------------------ |
| 2006 | Two Weeks with the Queen | Colin | Windmill Performing Arts |
| 2006 | Osama the Hero           |       | The Old Fitzroy Theatre  |
| 2007 | Mercury Fur              |       | Griffin Theatre          |

### Film
| Rok  | Název                            | Role                   | Poznámky            |
| ---- | -------------------------------- | ---------------------- | ------------------- |
| 2006 | Two Thirty 7                     | Theo                   |                     |
| 2006 | Angela's Decision                | Will Turner            |                     |
| 2007 | September                        | Ed Anderson            |                     |
| 2008 | Newcastle                        | Fergus                 |                     |
| 2009 | Drowning                         | Dan                    | Krátký film         |
| 2009 | The Loved Ones                   | Brent                  |                     |
| 2009 | Further We Search                | Age                    |                     |
| 2010 | Twilight sága: Zatmění           | Riley Biers            |                     |
| 2010 | Road Train (a.k.a. Road Kill)    | Marcus                 |                     |
| 2011 | Anonym                           | Henry Wriothesley      |                     |
| 2011 | Pařmeni                          | David                  |                     |
| 2012 | Žraločí invaze                   | N/A                    |                     |
| 2013 | Sanctuary                        | Bratr                  | krátkometrážní film |
| 2013 | Plush                            | Enzo                   |                     |
| 2013 | Ve vlnách                        | Jimmy Fisher           |                     |
| 2014 | Healing                          | Paul                   |                     |
| 2014 | Železná srdce                    | Parker                 |                     |
| 2015 | Frankenstein                     | Monster/Adam           |                     |
| 2016 | Láska a přátelství               | Reginald DeCourcy      |                     |
| 2016 | Mr. Church                       | Owen                   |                     |
| 2016 | Spin Out                         | Billy                  |                     |
| 2016 | The Death and Life of Otto Bloom | Otto Bloom             |                     |
| 2017 | Bad Blood                        | Vincent Brady / Gilroy |                     |
| 2017 | A Few Less Men                   | David                  |                     |
| 2018 | Della Mortika                    | Pasha Dimitrikov       | krátkometrážní film |
| 2022 | Elvis                            | Scotty Moore           |                     |
| 2022 | Blondýnka                        | Charles Chaplin mladší |                     |

### Televize
| Rok  | Název                    | Role          | Poznámky              |
| ---- | ------------------------ | ------------- | --------------------- |
| 2003 | McLeodovy dcery          | Jason         | díl: „Vylož mi karty“ |
| 2008 | Dream Life               | Boyd          | TV film               |
| 2017 | Seven Types of Ambiguity | Simon Heywood | 6 dílů                |
| 2018 | Riot                     | Jim Walker    | TV film               |
| 2021 | Tell Me Your Secrets     | Kit Parker    |                       |

## Ocenění a nominace
| Rok  | Cena                                       | Kategorie                 | Práce                                                                 | Výsledek  |
| ---- | ------------------------------------------ | ------------------------- | --------------------------------------------------------------------- | --------- |
| 2010 | Nickelodeon Australian Kids' Choice Awards | Oblíbený filmový herec    | Twilight sága: Zatmění                                                | nominace  |
| 2010 | Scream Awards                              | Průlomový herec           | Twilight sága: Zatmění                                                | nominace  |
| 2011 | Filmová a televizní cena MTV               | Nejlepší souboj           | Twilight sága: Zatmění (s Robertem Pattinsonem a Bryce Dallas Howard) | vítězství |
| 2011 | Filmová a televizní cena MTV               | Nejlepší průlomová hvězda | Twilight sága: Zatmění                                                | nominace  |
| 2011 | Teen Choice Awards                         | Nejlepší průlomová hvězda | Twilight sága: Zatmění                                                | nominace  |